# Петроглифы Актерек
Петроглифы Актерек находятся в Алматинской области Жамбылского района, неподалеку от села Актерек (4 км к югу) в Казахстане.

## История образования
На северном склоне Заилийского Алатау в пониженной части его хребта расположилось ущелье Актерек. Рядом расположенные долины: Кастек и Рыгайты совместно с Актерек образуют наиважнейший участок горных маршрутов «Жеты жол» (в переводе с казахского языка: «жеты» — семь, «жол» — дорога), которые соединяют Илийскую долину с наивысшей точкой реки Чу — Семиречье — Иссык-кульскую котловину. 
Останки и памятник долины ущелья Актерек отражают культуру древнего населения Семиречья. В разные годы проводились археологические исследования вблизи ущелья Актерек, где находились могильники бронзовой эпохи, средневековья и раннего железа. Две поминальные оградки и семь курганов, которые были датированы III—I вв. до н. э. были найдены и раскопаны Е. И. Агеевой в 1956 году. Позже, на окраине села Актерек Г. И. Пацевич обнаружил небольшое укрепленное поселение датируемое X—XII вв. н. э.
В конце 1980-х-начале 1990-х годов под руководством К. А. Акишева были возобновлены исследования в районе села Актерек, где в предгорной части долины, были частично раскопаны могильники кочевников, относящихся к средневековым временам. Позже петроглифы Актерек исследовали А. С. Мирзабаев и А. Е. Рогожинским..

## Описание
На левом склоне ущелья Актерек были выявлены пять стоянок, датируемые XIX — началом XX в., также были зафиксированы разновременные петроглифы и обнаружена древнетюркская руническая надпись. Несмотря на то, что стоянки датируются XIX — началом XX в. можно встретить на поверхности керамику, относящуюся к эпохе раннего железа и средневековья. Количество петроглифов Актерек — более 1000 рисунков. Из которых по количеству преобладают петроглифы раннего железа, выполненные в особенности сакского звериного стиля.